# Ching Johnson
Ivan Wilfred "Ching" Johnson, född 7 december 1898 i Winnipeg, död 16 juni 1979 i Silver Spring, Maryland, var en kanadensisk professionell ishockeyspelare. Johnson spelade som back för New York Rangers och New York Americans i NHL åren 1926–1938.
Ching Johnson vann Stanley Cup två gånger med New York Rangers, 1928 och 1933.
1958 valdes Johnson in som ärad medlem i Hockey Hall of Fame.

## Statistik
| 1919–20    | Winnipeg Monarchs   | WSrHL      | 7   | 6  | 3  | 9  | 10  | —  | — | — | — | —   |
| 1920–21    | Eveleth Reds        | USAHA      | —   | —  | —  | —  | —   | —  | — | — | — | —   |
| 1921–22    | Eveleth Reds        | USAHA      | —   | —  | —  | —  | —   | —  | — | — | — | —   |
| 1922–23    | Eveleth Reds        | USAHA      | 20  | 4  | 0  | 4  | 26  | —  | — | — | — | —   |
| 1923–24    | Minneapolis Millers | USAHA      | 20  | 9  | 3  | 12 | 34  | —  | — | — | — | —   |
| 1924–25    | Minneapolis Rockets | USAHA      | 40  | 8  | 0  | 8  | 43  | —  | — | — | — | —   |
| 1925–26    | Minneapolis Millers | CHL        | 38  | 14 | 5  | 19 | 92  | 3  | 2 | 0 | 2 | 6   |
| 1926–27    | New York Rangers    | NHL        | 27  | 3  | 2  | 5  | 66  | 2  | 0 | 0 | 0 | 8   |
| 1927–28    | New York Rangers    | NHL        | 42  | 10 | 6  | 16 | 146 | 9  | 1 | 1 | 2 | 46  |
| 1928–29    | New York Rangers    | NHL        | 8   | 0  | 0  | 0  | 14  | 6  | 0 | 0 | 0 | 26  |
| 1929–30    | New York Rangers    | NHL        | 30  | 3  | 3  | 6  | 82  | 4  | 0 | 0 | 0 | 14  |
| 1930–31    | New York Rangers    | NHL        | 44  | 2  | 6  | 8  | 77  | 4  | 1 | 0 | 1 | 17  |
| 1931–32    | New York Rangers    | NHL        | 47  | 3  | 10 | 13 | 106 | 7  | 2 | 0 | 2 | 24  |
| 1932–33    | New York Rangers    | NHL        | 48  | 8  | 9  | 17 | 127 | 8  | 1 | 0 | 1 | 14  |
| 1933–34    | New York Rangers    | NHL        | 48  | 2  | 6  | 8  | 86  | 2  | 0 | 0 | 0 | 4   |
| 1934–35    | New York Rangers    | NHL        | 29  | 2  | 3  | 5  | 34  | 4  | 0 | 0 | 0 | 2   |
| 1935–36    | New York Rangers    | NHL        | 47  | 5  | 3  | 8  | 58  | —  | — | — | — | —   |
| 1936–37    | New York Rangers    | NHL        | 35  | 0  | 0  | 0  | 2   | 9  | 0 | 1 | 1 | 4   |
| 1937–38    | New York Americans  | NHL        | 31  | 0  | 0  | 0  | 10  | 6  | 0 | 0 | 0 | 2   |
| 1938–39    | Minneapolis Millers | AHA        | 47  | 2  | 9  | 11 | 60  | 4  | 0 | 2 | 2 | 0   |
| 1939–40    | Minneapolis Millers | AHA        | 48  | 0  | 4  | 4  | 26  | 3  | 0 | 0 | 0 | 2   |
| NHL totalt | NHL totalt          | NHL totalt | 436 | 38 | 48 | 86 | 808 | 61 | 5 | 2 | 7 | 161 |

## Meriter
- Stanley Cup – 1927–28 och 1932–33
- NHL First All-Star Team – 1931–32 och 1932–33
- NHL Second All-Star Team – 1930–31 och 1933–34